# 櫻花大戰 (動畫)
《櫻花大戰》（日语：サクラ大戦），是世嘉出品的電子遊戲產品《櫻花大戰系列》改編的電視動畫。日本由TBS系一部分成員電視台於2000年4月8日至9月23日播出共25話，台灣由中國電視公司播出。
此作为全新制作，整个故事及画面表现相当灰暗，所有角色均保留使用原班人马。故事主要是以遊戲第一代為基礎，大部分角色性格与游戏设定相同，惟独爱丽丝性格被改得很忧郁，导致樱迷不满。藤枝菖蒲的結果和遊戲不同，並未變成惡魔女。

## 故事簡介
真宮寺櫻因成為帝國華擊團成員而前往帝都，因笨手笨腳不小心擾亂華擊團花組的演出而被其他成員討厭，憑著自己的努力和決心漸漸被其他成員接納並成長。因為黑之巢會出現，櫻和花組必須合力一起抗擊黑之巢會、保護帝都。

## 登場人物
- 真宮寺櫻：橫山智佐、（香港配音：鄭麗麗）、（台灣配音：丘梅君）
- 神崎堇：富澤美智惠、（香港配音：黃麗芳）、（台灣配音：龍顯蕙）
- 瑪麗亞·橘：高乃麗、（香港配音：陸惠玲）、（台灣配音：陳鈴燕）
- 大神一郎：陶山章央、（香港配音：蘇強文）、（台灣配音：袁光麟）
- 伊莉絲·夏特布里安：西原久美子、（香港配音：梁少霞）、（台灣配音：傅曼君）
- 李紅蘭：淵崎有里子、（香港配音：黃鳳英）、（台灣配音：傅曼君）
- 桐島康娜：田中真弓、（香港配音：袁淑珍）、（台灣配音：丘梅君）
- 米田一基：池田勝、（香港配音：張炳強）、（台灣配音：田志傑）
- 藤枝菖蒲：折笠愛、（香港配音：沈小蘭）、（台灣配音：陳鈴燕）

## 主題曲
片頭曲
「檄！帝國華撃團（ゲキテイ（檄！帝国華撃団））」
填詞：廣井王子，作曲：田中公平，編曲：根岸貴幸，主唱：橫山智佐和帝國歌劇團
片尾曲
（第1－12話、第21－25話）
填詞：廣井王子，作曲：田中公平，編曲：根岸貴幸，主唱：横山智佐和帝國歌劇團
（第13－20話）
填詞：廣井王子，作曲：田中公平，編曲：多田彰文，主唱：田中真弓
插曲
（第1話）
填詞：廣井王子，作曲：田中公平，編曲：宮崎慎二，主唱：高乃麗和富澤美智惠
（第6話）
填詞：廣井王子，作曲：田中公平，編曲：岸村正實，主唱：淵崎有里子
（第9話）
填詞：廣井王子，作曲：田中公平，編曲：浜口史郎，主唱：高乃麗
（第12話）
填詞：廣井王子，作曲：田中公平，編曲：多田彰文，主唱：帝國華撃團
（第13話）
填詞：廣井王子，作曲：田中公平，編曲：根岸貴幸，主唱：富澤美智惠
（第17話）
填詞：廣井王子，作曲：田中公平，編曲：根岸貴幸，主唱：田中真弓和高乃麗
（第18話）
填詞：廣井王子，作曲：田中公平，編曲：松尾早人，主唱：横山智佐和高乃麗，台詞：富澤美智惠、西原久美子、淵崎有里子、田中真弓
（第20話）
填詞：廣井王子，作曲：田中公平，編曲：根岸貴幸，主唱：横山智佐和淵崎有里子
（第21話）
填詞：廣井王子，作曲：田中公平，編曲：岸村正實，主唱：横山智佐和田中真弓
（第22話）
填詞：廣井王子，作曲：田中公平，編曲：浜口史郎，主唱：富澤美智惠和高乃麗
（第23話）
填詞：廣井王子，作曲：田中公平，編曲：岸村正實，主唱：淵崎有里子
（第25話）
填詞：廣井王子，作曲：田中公平，編曲：根岸貴幸，主唱：帝國華撃團

## 各話列表
| 話數       | 日文標題    | 中文標題                 | 劇本       | 分鏡                | 演出                | 作畫監督                                        |
| ---------- | ----------- | ------------------------ | ---------- | ------------------- | ------------------- | ----------------------------------------------- |
| 第一話     |             | 櫻 來到帝都              | 川崎裕之   | 中村隆太郎          | 中村隆太郎 浅見隆司 | 中原清隆、宮田奈保美 佐藤雄三                   |
| 第二話     |             | 應來保護的都市           | 川崎裕之   | 鈴木利正            | 鈴木利正            | 田中誠輝                                        |
| 第三話     |             | 櫻的初次登台             | 川崎裕之   | 中村隆太郎          | 岡嶋国敏            | 伊藤良明                                        |
| 第四話     |             | 華擊團的新隊長           | 成田良美   | 原博                | はしもとなおと      | 秦野好紹、中原清隆                              |
| 第五話     |             | 邪惡的影子               | 玉井豪     | 小林孝志 中村隆太郎 | 安田賢司 鈴木利正   | 宮田奈保美、中原清隆 安徳正則・福世孝明（機械） |
| 第六話     |             | 光武的心                 | 高山克彦   | 布施木一喜          | 布施木一喜          | 高橋成之、小笠原篤                              |
| 第七話     |             | 好吃的秩序               | 金卷兼一   | 小林孝志            | 小林孝志            | 伊藤良明                                        |
| 第八話     |             | 這就是舞臺劇！           | 金卷兼一   | 原博                | 佐藤雄三            | 田崎聰                                          |
| 第九話     |             | 被稱為火食鳥的少女       | 川崎裕之   | 電視播放版          | 電視播放版          | 電視播放版                                      |
| 第九話     | 渡部高志    | 被稱為火食鳥的少女       | 川崎裕之   | 又野弘道            | 箕輪悟、中原清隆    |                                                 |
| 第九話     | VHS / DVD版 | 被稱為火食鳥的少女       | 川崎裕之   |                     |                     |                                                 |
| 第九話     | 佐藤雄三    | 被稱為火食鳥的少女       | 川崎裕之   | 浅見隆司 鈴木利正   | 守岡英行            |                                                 |
| 第十話     |             | 呼喚暴風的環奈           | 成田良美   | 小島正幸            | 岩井優器            | 岩井優器                                        |
| 第十一話   |             | 花組集訓                 | 高山克彦   | 佐藤順一            | 布施木一喜          | 高橋成之、小笠原篤 中原清隆、藤原潤             |
| 第十二話   |             | 孤單的生日               | 玉井豪     | 小島正幸            | 浅見隆司            | 伊藤良明、小原充                                |
| 第十三話   | !           | 跟花一起綻放！少女的決心 | 土井佐智子 | 駒井一也            | はしもとなおと      | 小林利充                                        |
| 第十四話   |             | 愛莉絲出擊               | 吉岡孝夫   | 原博                | 鈴木薫              | 佐藤陵                                          |
| 第十五話   |             | 櫻回故鄉                 | 鈴木達也   | 武内宣之            | 武内宣之            | 小原充、伊藤良明                                |
| 第十六話   |             | 降魔鎮壓部隊             | あべけん   | 安田賢司            | 又野弘道            | 島崎克実、中原清隆                              |
| 第十七話   |             | 序曲                     | 土井佐智子 | 小林孝嗣            | 川崎逸朗            | 關口可奈味                                      |
| 第十八話   |             | 灰姑娘                   | 佐藤和治   | 松井仁之            | はしもとなおと      | 秦野好紹、長坂寛治                              |
| 第十九話   |             | 破邪之陣                 | 吉岡孝夫   | 小林孝嗣            | 岡嶋国敏            | 関口雅浩、中原清隆                              |
| 第二十話   |             | 迫近的黑暗               | 鈴木達也   | TAMA                | 鈴木薫              | 佐藤陵                                          |
| 第二十一話 |             | 另一場戰爭               | あべけん   | 浅見隆司            | 浅見隆司            | 伊藤良明、小原充                                |
| 第二十二話 |             | 火燒帝國劇院             | 佐藤和治   | 原博                | 佐藤雄三 田中洋之   | 田崎聰                                          |
| 第二十三話 |             | 夢想的機械               | 土井佐智子 | 安田賢司            | 川崎逸朗 岡嶋国敏   | 關口可奈味、三浦和也                            |
| 第二十四話 |             | 羈絆                     | 吉岡孝夫   | 小林孝嗣            | はしもとなおと      | 小林利充                                        |
| 第二十五話 |             | 夢想的延續               | 鈴木達也   | 鈴木利正 小林孝嗣   | 浅見隆司 鈴木利正   | 守岡英行、小原充 三浦和也（機械）               |

## 外部連結
- 櫻花大戰官方網站 （页面存档备份，存于）MBS（日語）